# HD 149711
HD 149711，又名CD-4310959，SAO 226989、HR 6174，是一颗恒星，视星等为5.83，位于銀經340.39，銀緯2.37，其B1900.0坐标为赤經16h 31m 21.6s，赤緯-43° 2.37′ 45″。